# British Midland International

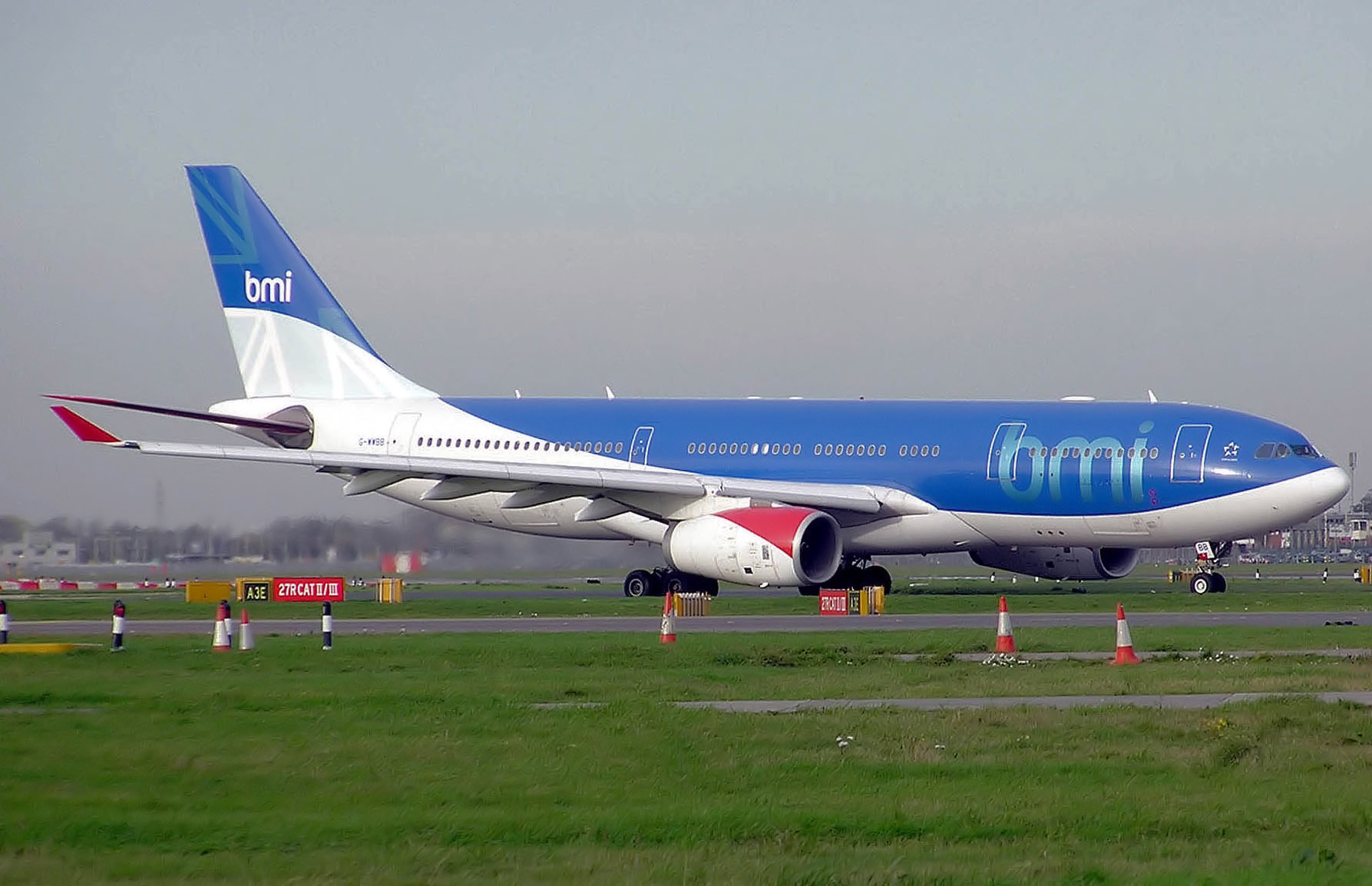
En bmi Airbus A330-200 på London Heathrow.

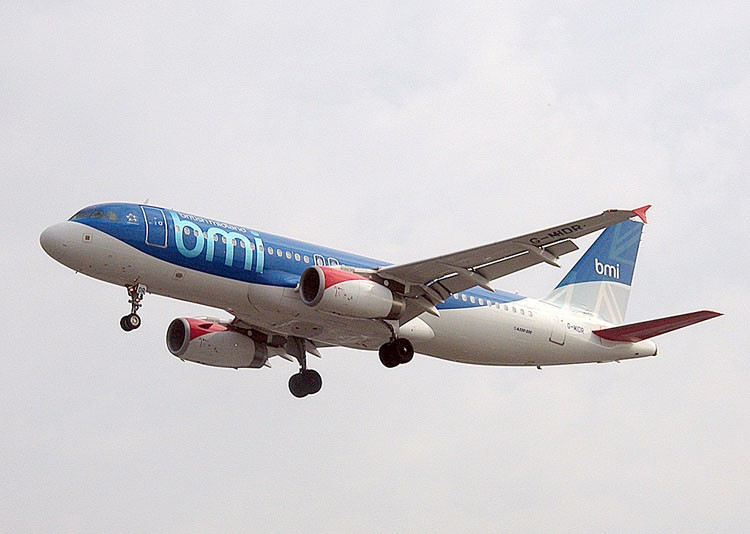
En Airbus A320-200 från bmi

British Midland International, BMI, eller British Midland, var ett brittiskt flygbolag som existerade mellan 1938 och 2012. Bolaget bedrev flygtrafik inom Storbritannien och Europa men hade även interkontinentala flygningar till Mellanöstern, Afrika och Centralasien. 
BMI startades 1938 av tidigare RAF-piloter som ett utbildningsföretag under namnet Air Schools Limited. 1949 bytte de namn till Derby Aviation Ltd och började flyga charterflyg och fraktflyg med stor framgång. Detta utvecklades såpass bra att de 1953 lade ner utbildningsverksamheten och 1955 började flyga inrikes. Trafiken sköttes med flygplan av typen DC-3. 1959 bytte de namn till Derby Airways Ltd. 1964 bytte de namn igen till British Midland Airways Ltd och börjar måla flygplanen i vitt och blått. 1968 köptes bolaget av Minister Assets investeringsbolag- och bank.
Med nytt kapital expanderade British Midland Airways Ltd kraftigt med nya rutter inom Storbritannien och Europa. Boeing 707 började flygas 1971. British Airways, det stora och då nationella bolaget i Storbritannien gjorde 1978 en uppgörelse med British Midland Airways Ltd om ruttuppdelning.
1986 bytte bolaget namn till enbart British Midland och köptes 1987 delvis upp av SAS. Sedermera sålde SAS sina aktier till tyska Lufthansa. 2009 köpte Lufthansa upp resterande aktier från Michael Bishop och BMI ägdes då till 100 procent av Lufthansa.
År 2000 gick British Midland med i flygbolagsalliansen Star Alliance. 2001 bytte de namn till BMI British Midland och 2002 bara till BMI.
År 2012 köpte British Airways BMI av Lufthansa. Bolaget integrerades i British Airways, och oktober 2012 var hela British Midlands flotta målade i British Airways färger. Dotterbolaget BMI Regional (flybmi) såldes dock till Sector Aviation Holdings i maj 2012 och drevs som ett oberoende flygbolag från oktober 2012.

## Flotta

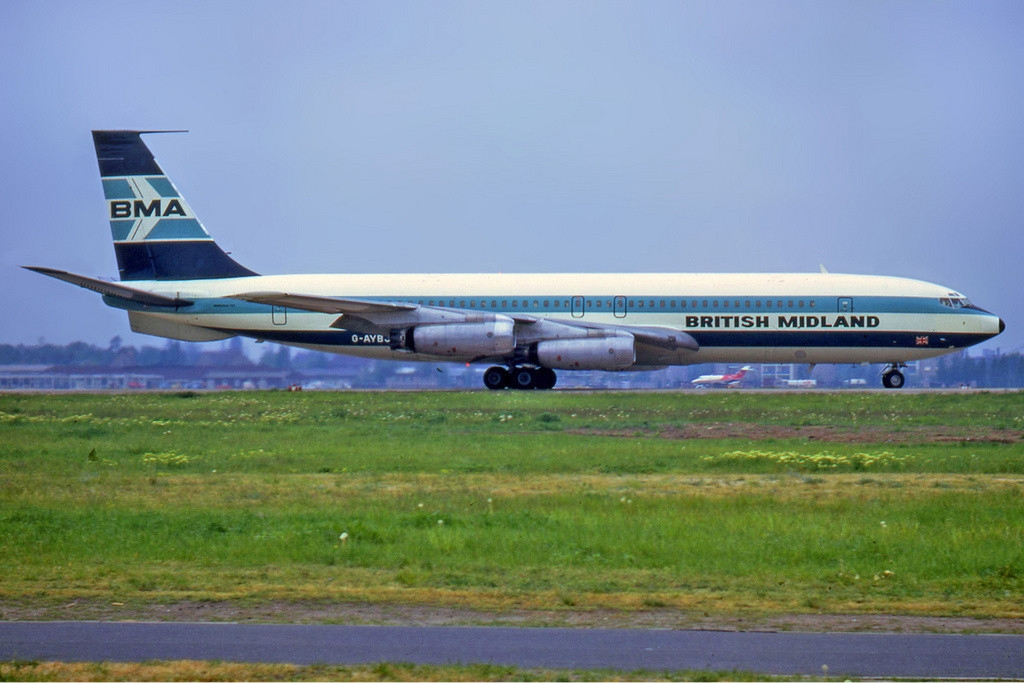
British Midland Airways Boeing 707, 1972

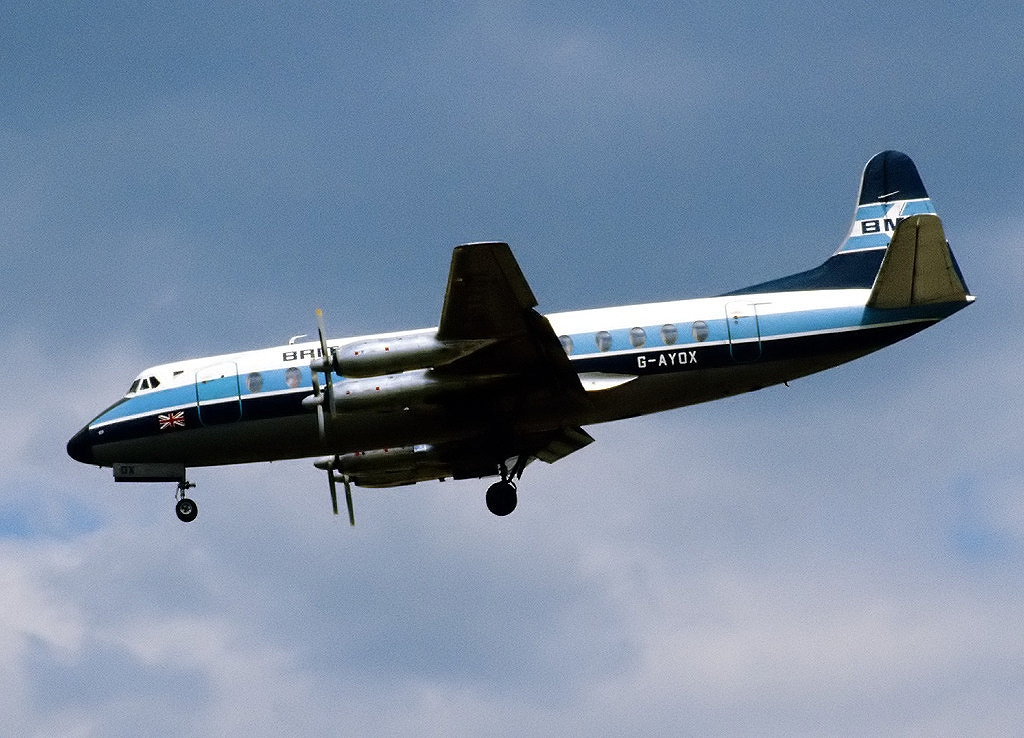
BMA Vickers Viscount, 1982 (ex Lufthansa D-ANAC)

Derby Aviation / Derby Airways / British Midland har tidigare flugit bland annat:
- Airbus A319
- Airbus A320
- Airbus A321
- Airbus A330
- BAC 1-11
- BAe ATP (1988–1997)
- BAe 146
- Boeing 707
- Boeing 737
- Canadair North Star
- De Havilland Canada DHC-7
- Douglas DC-3/C-47
- Douglas DC-4
- Douglas DC-9 (1978–1995)
- Embraer ERJ 135
- Embraer ERJ 145 (1999–2001)
- Fokker F-27
- Fokker 70 (1995–2002)
- Fokker 100 (1994–2005)
- Handley Page Herald (1964–?)
- Short 330
- Short 360
- Vickers Viscount (t.o.m. 1988)

## Haverier

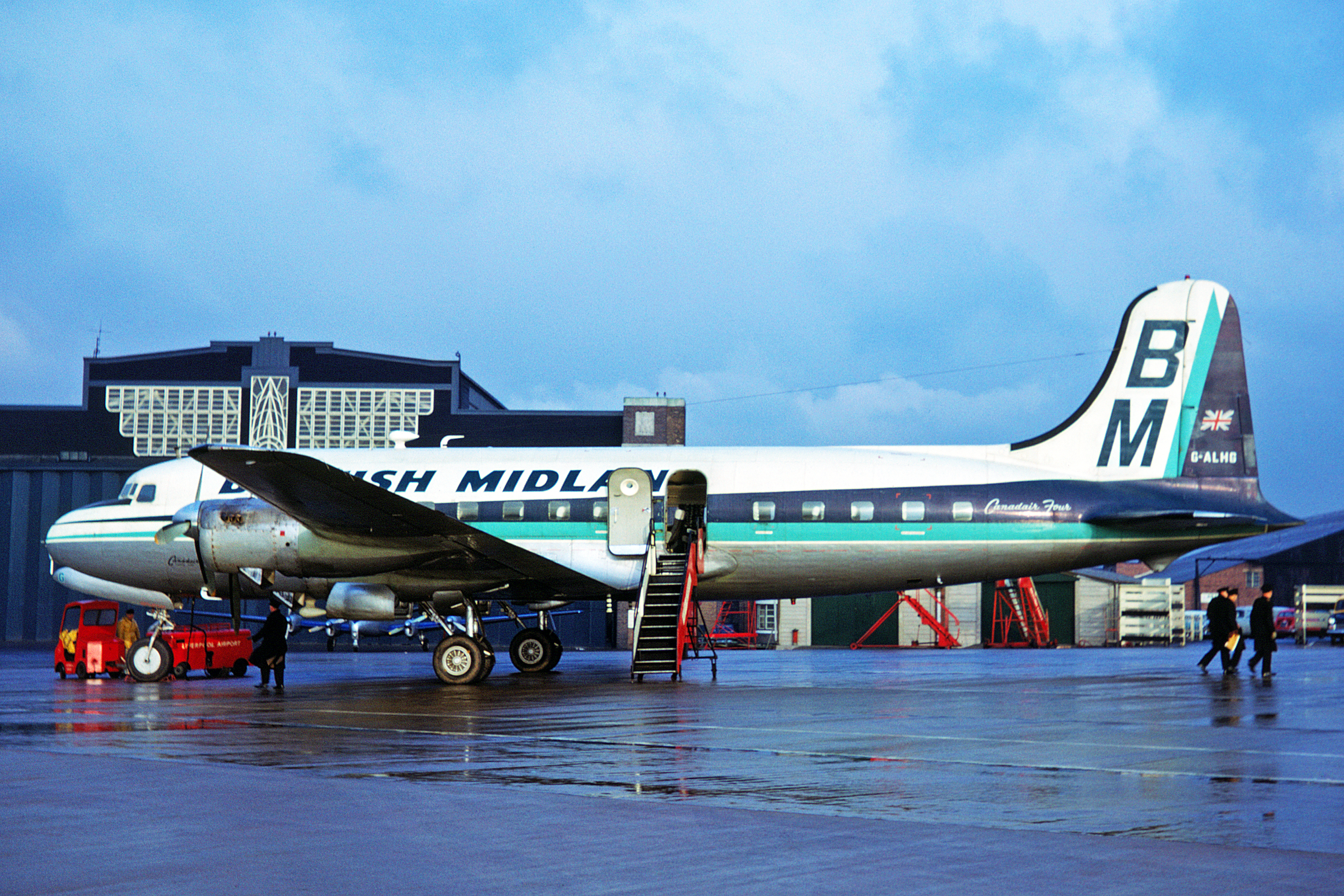
BMA Canadair North Star G-ALHG, kraschad den 4 juni 1967

British Midland hade 6 flyghaverier med förlust av flygplanskropp, Derby Aviation en till.
- Den 7 oktober 1961 flög Derby Aviation DC-3 G-AMSW rakt intill berget Mont Canigou på väg från London/Gatwick till Perpignan.  Alla 34 ombord dödades.[5]

- Den 4 juni 1964 störtade Canadair North Star G-ALHG i Stockport under inflygningen till Manchester. 72 av 84 ombord omkom.[6]

- Den 20 februari 1969 landade Vickers Viscount 736 G-AODG hård 1 km väster om East Midlands Airport. Alla 53 ombord överlevde, men flygplanet förstördes.[7]

- Den 20 mars 1969 störtade Vickers Viscount 815 G-AVJA på Manchesters flygplats omedelbart efter starten under ett utbildningsflyg. Tre av dem fyra piloter ombord dödades.[8]

- Den 22 januari 1970 gjorde Vickers Viscount 814 G-AWXI en nödlandning på London-Heathrow flygplats och förstördes av eld. Alla 38 personer ombord klarade sig.[9]

- Den 18 januari 1987 kraschade Fokker F27-200 Friendship G-BMAU 4 km väster om East Midlands Airport under ett utbildningsflyg. Alle tre piloter ombord överlevde.[10]

- Den 8 januari 1989 störtade Boeing 737-400 G-OBME nära Kegworth under inflygningen till East Midlands Airport. Av 126 personer ombord 47.[11]

## Källhänvisningar